# つげ義春漫画術
つげ義春漫画術（つげよしはるまんがじゅつ）は、つげ義春への権藤晋によるインタビューを2冊の本（上下巻）にまとめたもの。1993年（平成5年）9月9日にワイズ出版から発売された。

## 概要
ガロの編集者としてつげ義春に多くの作品を書く機会を与えた権藤晋が「つげ義春原論」を再現すべく、ひそかにあたためていた企画であった。老いに近づき始めたと感じた権藤が記憶が消滅しないうちに記録に残したいという願望を強くしていた矢先に、持ちこまれたのがワイズ出版からの「つげ義春の世界」に関する本を刊行したいむねの意向であり、つげ義春の受諾があり実現の運びとなった。
『紅い花』、『ねじ式』、『夢の散歩』、『必殺するめ固め』など多くの作品で権藤はつげから創作の過程から多くの物語展開を聞く機会に恵まれたが、それらの話の根底に漫画表現論や漫画原論とも呼ぶべきものを感じ取っていた。この企画は、公私共にシンパシーを抱く権藤とつげの共同作業により実現されたものである。

## 本の詳細

### 上巻
- 21.2 x 15.2 x 3.2 cm
- 305ページ 単行本
- 発売日 1993年8月
- ISBN 4-948735-18-3

### 下巻
- 21.4 x 15.4 x 3.8 cm
- 426ページ 単行本
- 発売日 1993年10月
- ISBN 4-948735-19-1